# Ana Paula Martínez
Ana Paula Martínez (Cidade do México, 22 de fevereiro de 2007), é uma atriz mexicana.

## Biografia e carreira
Ela apareceu pela primeira vez na televisão em 2013 na novela Mentir para vivir, onde interpretou a personagem Alina, filha da protagonista Oriana (Mayrín Villanueva). Em 2014,  interpretou Victoria na 2° fase de Lo que la vida me robó, filha de Nádia (Alejandra García) e Vitor (Alejandro Ávila). Em 2015, interpreta Ximena em Antes muerta que Lichita, sobrinha da protagonista Alicia (Maite Perroni). Também atou nas novelas Simplemente María e Me declaro culpable. Em 2018, interpretou Nicole a protagonista de Tenías que ser tú, junto com Ariadne Díaz e Andrés Palacios. Em 2021 vai interpretar Danna, uma das 4 protagonistas de Vencer el pasado, junto com Angelique Boyer, Erika Buenfil e Arantza Ruiz.

## Filmografia

### Televisão
| Ano       | Título                   | Personagem                                 |
| --------- | ------------------------ | ------------------------------------------ |
| 2013      | Mentir para vivir        | Alina Falcón Caligaris (Catalina Valdivia) |
| 2014      | Lo que la vida me robó   | Victoria Hernández Argüelles               |
| 2015-2016 | Antes muerta que Lichita | Ximena Gutiérrez López                     |
| 2016      | Simplemente María        | Lucía Arenti Rivapalacio (criança)         |
| 2017      | Me declaro culpable      | Roberta Monroy (criança)                   |
| 2018      | Tenías que ser tú        | Nicole Santiesteban Elorza                 |
| 2021      | Vencer el pasado         | Danna Cruz Medina                          |
| 2022-2023 | Mi secreto               | Constanza Carvajal Rivero                  |

## Prêmios e Indicações
| Ano  | Festival          | Categoria              | Nomeações                | Resultado |
| ---- | ----------------- | ---------------------- | ------------------------ | --------- |
| 2016 | Prêmio TVyNovelas | Melhor Atriz Revelação | Antes muerta que Lichita | Indicada  |